# أيشينيفيه (آن)
أيشينيفيه (بالفرنسية: Échenevex)‏ هي بلدية فرنسية تقع في إقليم آن في فرنسا. رمز إنسي لها هو:1153. أما الرمز البريدي لها فهو: 1170.

## معرض صور

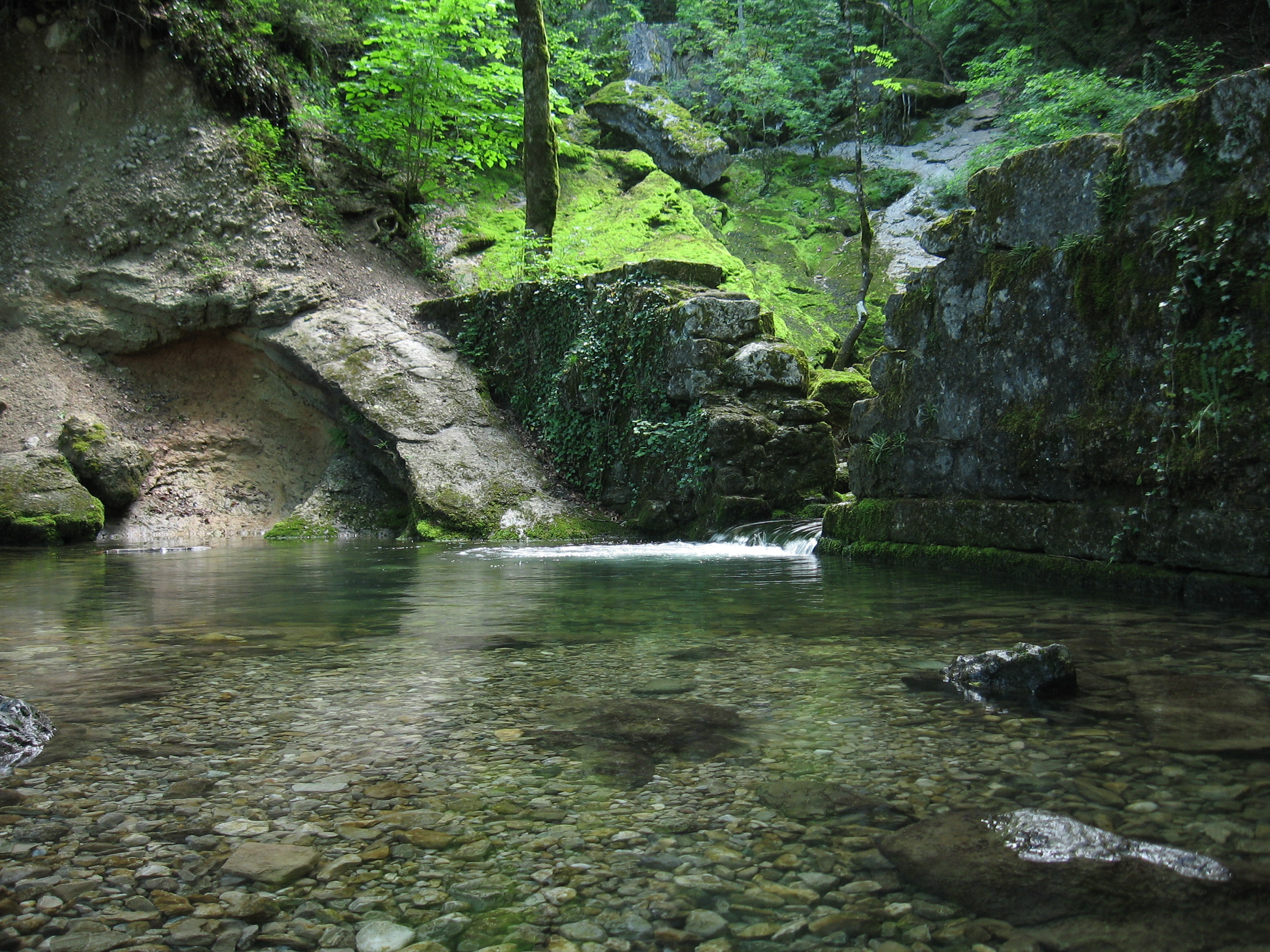
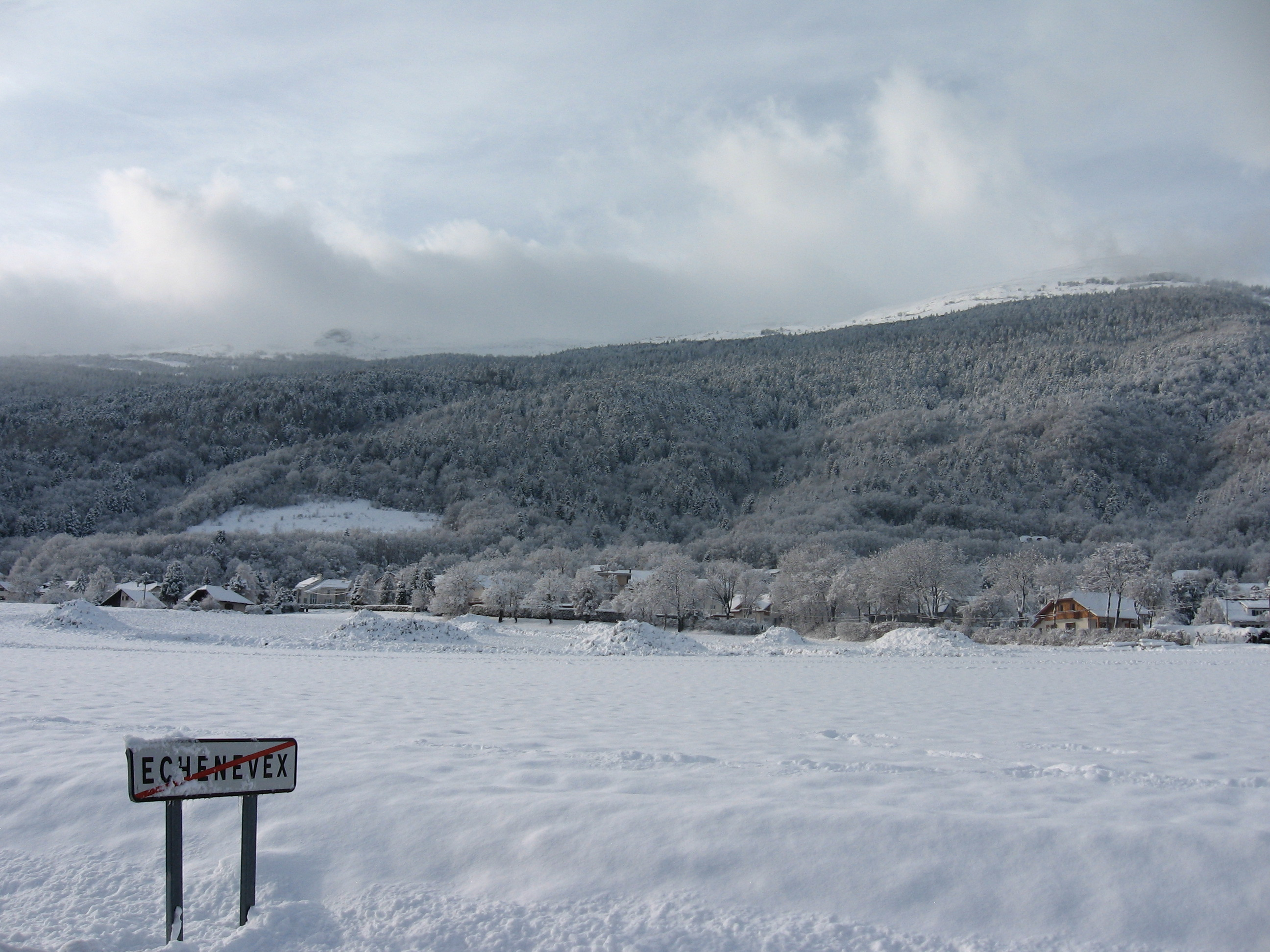
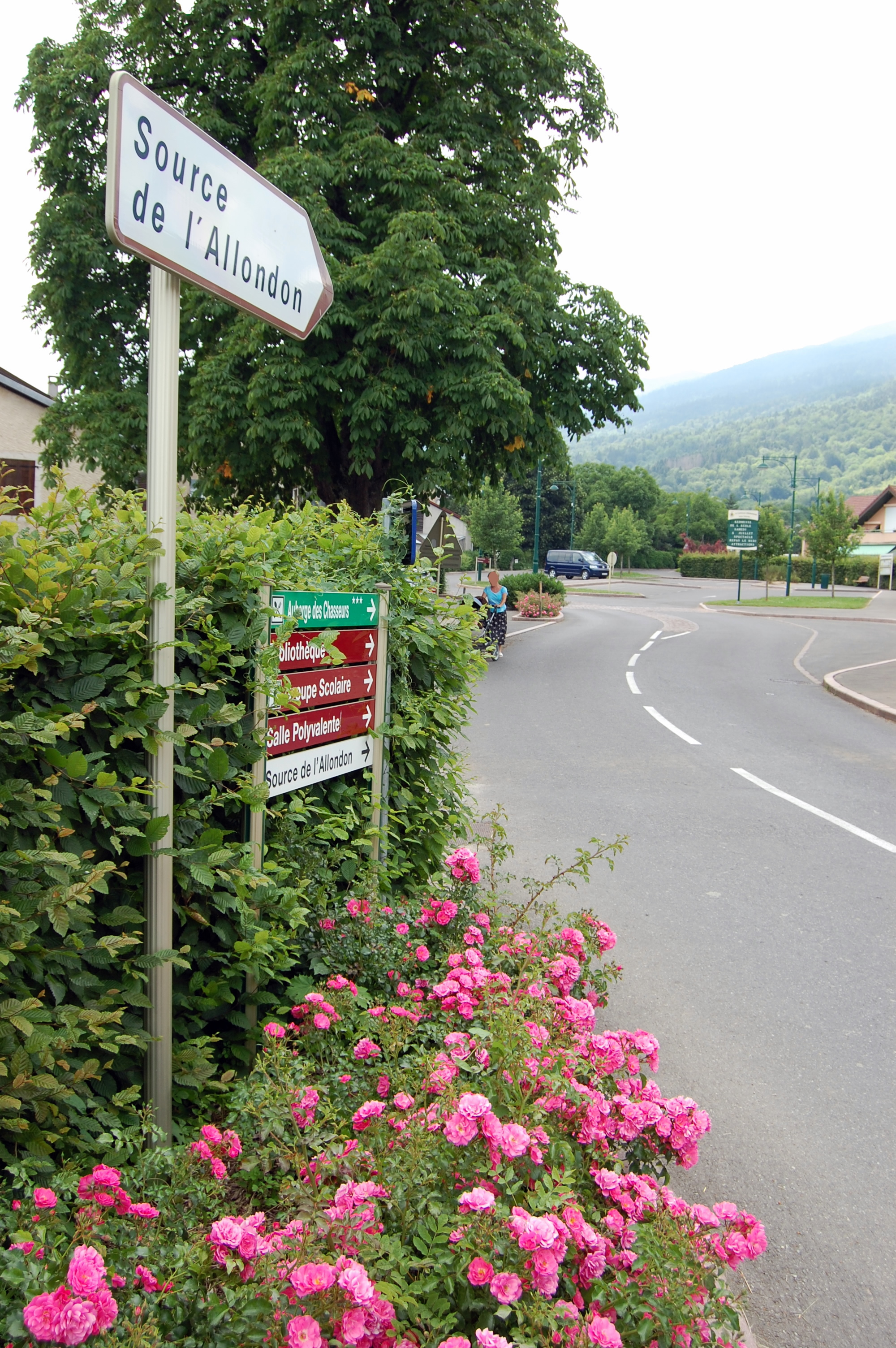